# Xã Foxholm, Quận Ward, Bắc Dakota
Xã Foxholm (tiếng Anh: Foxholm Township) là một xã thuộc quận Ward, tiểu bang Bắc Dakota, Hoa Kỳ. Năm 2010, dân số của xã này là 121 người.